# الدوري النمساوي 1959–60
الدوري النمساوي الممتاز 1959–60 (بالألمانية: Österreichische Fußballmeisterschaft 1959/60)‏ هو الموسم 49 من بوندسليغا النمسا لكرة القدم. أشرف على تنظيمه اتحاد النمسا لكرة القدم، وكان عدد الأندية المشاركة فيه 14، وفاز فيه رابيد فيينا.